# Dieter Kranz
Dieter Kranz (* 23. März 1934 in Berlin; † 17. Oktober 2011 ebenda) war ein deutscher Opern- und Theaterkritiker.

## Leben
Kranz wurde als Sohn des Wurstmachers Richard Kranz und der Plätterin Gertrud Schattschneider geboren. Während des Zweiten Weltkrieges wurde er nach Sachsen evakuiert. Nach Kriegsende lebte die Familie in Schkeuditz bei Leipzig. Dort machte er im Sommer 1952 an der Leibniz-Oberschule das Abitur. Er studierte Schauspiel am Deutschen Theater-Institut in Weimar, Schloss Belvedere, wurde aber nach kurzer Zeit wegen mangelnden Talents exmatrikuliert.
Von 1953 bis 1956 studierte er Germanistik an der Universität Leipzig und besuchte Lehrveranstaltungen bei Hans Mayer und Hermann August Korff. Seine Diplomarbeit schrieb er über den Wiener Dichter und Publizisten Karl Kraus. Von 1956 bis 1991 arbeitete er beim Berliner Rundfunk, wo er jeden Sonntag in der Sendung „Atelier und Bühne“ über die ostdeutsche Theater- und Opernszene berichtete.
Von 1961 bis 1991 Gestaltung einer allmonatlich ausgestrahlten einstündigen Sendung Berlin – Weltstadt des Theaters, die jeweils eine Inszenierung mit Szenenausschnitten und Werkstatt-Gesprächen vorstellte. Seine Gesprächspartner in den etwa 300 Sendungen waren Theatergrößen wie Walter Felsenstein, Ruth Berghaus, Götz Friedrich, Joachim Herz, Harry Kupfer, Christine Mielitz, Tom Schilling, Benno Besson, Adolf Dresen, Wolfgang Heinz, Siegfried Höchst, Alexander Lang, Matthias und Thomas Langhoff, Heiner Müller, George Tabori, Erich Wonder, Manfred Wekwerth, Giorgio Strehler, Christoph Schroth, Friedo Solter und viele andere.
Dieter Kranz’ Bemühungen ist es zu danken, dass die Gewerkschaft Kunst des FDGB in komplette Audioaufzeichnungen der Generalproben einwilligte, von denen dann maximal 20 Minuten für Rundfunkzwecke veröffentlicht werden durften.
Nach der Abwicklung des DDR-Rundfunks arbeitete Dieter Kranz freiberuflich für Deutschlandradio, den RBB, SWR, MDR und NDR-Kultur. Außerdem schrieb er für die Zeitschriften Theater der Zeit und Theater heute.
Von 1988 bis 1993 und 1995–98 war er Jurymitglied des Theatertreffens, eines Festivals des deutschsprachigen Theaters, wo er Publikumsgespräche leitete. 1989 erhielt er den Lessing-Preis der DDR. Kranz litt an Parkinson und verbrachte nach einem Unfall die letzten vier Monate seines Lebens im Bett. Er starb am 17. Oktober 2011 im Alter von 77 Jahren.

## Werke (Auswahl)
- Wolfgang Langhoff – Schauspieler, Regisseur, Intendant (mit Christoph Funke, 1969)
- Gisela May – Schauspielerin und Diseuse (1973)
- Angelica Domröse (mit Christoph Funke, 1976)
- Gespräche mit Felsenstein (1977)
- Theaterstadt Berlin (mit Christoph Funke, 1978)
- Positionen – Gespräche mit Regisseuren des europäischen Theaters (1981)
- Berliner Theater – 100 Aufführungen aus drei Jahrzehnten (1990)
- Der Gegenwart auf der Spur – Harry Kupfer, der Opernregisseur (2005)